# Julian Antonisz
Julian Antonisz, właśc. Julian Józef Antoniszczak (ur. 8 listopada 1941 w Nowym Sączu, zm. 31 stycznia 1987 w Lubniu) – polski artysta plastyk, scenarzysta i twórca eksperymentalnych filmów animowanych, kompozytor i wynalazca.

## Życiorys

### Wykształcenie
Ukończył średnią szkołę muzyczną, a następnie – w 1965 roku – studia wyższe na Wydziale Malarstwa i Grafiki Akademii Sztuk Pięknych w Krakowie, pod kierunkiem Kazimierza Urbańskiego; przez dwa lata też studiował fizykę na Uniwersytecie Jagiellońskim. W 1968 roku został współzałożycielem krakowskiej filii Studia Miniatur Filmowych, która przekształciła się w 1974 roku w osobne Studio Filmów Animowanych. Współzałożyciel kabaretu „Zdrój Jana” działającego w Klubie pod Ręką. Później pod tą samą nazwą powstał zespół Zdrój Jana.

### Twórczość filmowa
Zadebiutował w 1967 kombinowanym filmem animowanym Fobia, groteskową opowieścią o malarzu pozbawionym weny twórczej. Kolejny jego film, W szponach sexu (1969), traktował o mężczyznach odpowiadających na anons kobiety, która poszukuje partnera. Jak nauka wyszła z lasu (1970) oraz Jak to się dzieje… (1971) były filmami dla widowni dziecięcej.
Wielki rozgłos Antonisz zyskał filmem Jak działa jamniczek (1971), surrealistycznym wykładem na temat budowy jamnika, parodiującym wykład naukowy; Jamniczka rozpatrywano z czasem jako manifest myśli ekologicznej. Tysiąc jeden drobiazgów (1972) powtarzało tematykę poruszaną jeszcze w Fobii, natomiast Strachy na lachy (1973) były żartobliwym przedstawieniem początków słowiańskiej państwowości. Te wspaniałe bąbelki w tych pulsujących limfocytach (1973) oraz Kilka praktycznych sposobów na przedłużenie sobie życia (1974) były już satyrą na palenie tytoniu oraz na proces starzenia się człowieka, a Film o sztuce... (biurowej) (1975) – na biurokrację. Bajeczka międzyplanetarna (1975), przeznaczona dla dzieci, opowiadała o przygodach małej dziewczynki w kosmosie. Film grozy (1976) z kolei parodiował konwencje horroru filmowego.
Od 1977 Antonisz realizował filmy w całości techniką noncamerową – poprzez malowanie poszczególnych kadrów na taśmie filmowej bez użycia kamery. Tą metodą nakręcił między innymi filmy: Słońce (1977), Katastrofa (1977), Co widzimy po zamknięciu oczu i zatkaniu sobie uszu (1978), Dziadowski blues non camera, czyli nogami do przodu (1978), Ludzie więdną jak liście (1978). Rozgłos zdobył przede wszystkim Ostry film zaangażowany (1979), w którym artysta zaprotestował przeciwko likwidacji krakowskich kiosków, oklejanych plakatami reklamującymi imprezy kulturalne. Od 1981 roku Antonisz tworzył Polską Kronikę non-camerową, groteskową parodię Polskiej Kroniki Filmowej. Zdołał ukończyć 12 odcinków Kroniki; podczas prac nad trzynastym odcinkiem doznał zawału serca i zmarł dnia 31 stycznia 1987 roku w wieku 45 lat.
Jest jednym z bohaterów książki Jerzego Armaty Anima. Mistrzowie polskiej animacji (wyd. EGoFILM, Warszawa 2025).

### Twórczość pozafilmowa
Fascynowały go urządzenia mechaniczne. Podczas studiów zbudował z dwóch rowerów „samochód”. Konstruował różne „maszyny filmowe”, wykorzystywane przy pracy nad filmami noncamerowymi. Jedną z nich był antoniszograf fazujący – urządzenie wydrapujące na taśmie filmowej serie klatek z płynnym przejściem między dwiema skrajnymi klatkami. Skonstruował też prototyp chropografu, przenoszący obrazy na kawałki celuloidu w postaci bardziej lub mniej szorstkich powierzchni – miał służyć niewidomym.

### Życie prywatne
Bratem Juliana Antonisza był Ryszard Antoniszczak, reżyser i scenarzysta. Żona Antonisza, Danuta Zadrzyńska, uczestniczyła w jego pracy, kolorując kadry noncamerowych filmów. Mieli dwie córki, Sabinę i Malwinę. Pochowany w grobowcu na cmentarzu Rakowickim

## Styl filmowy
Antonisz był artystą łączącym wiele specjalności – pisał scenariusze do swoich filmów i sam je realizował. Komponował też do nich muzykę. W 1977 w manifeście artystycznym sformułował wizję filmu tworzonego bezpośrednio na taśmie filmowej i odtąd konsekwentnie realizował filmy tą techniką. Polegała ona na rezygnacji z użycia kamery – poszczególne klatki były rysowane, malowane, bądź wydrapywane na taśmie.

## Filmografia
| Rok       | Tytuł |
| --------- | --- |
| 1967      | Fobia |
| 1969      | W szponach sexu |
| 1970      | Jak to się dzieje... |
| 1970      | Jak nauka wyszła z lasu |
| 1971      | Jak działa jamniczek |
| 1971      | Tysiąc i jeden drobiazgów |
| 1973      | Strachy na lachy |
| 1973      | Te wspaniałe bąbelki w tych pulsujących limfocytach                                                                                 |
| 1974      | Kilka praktycznych sposobów na przedłużenie sobie życia                                                                             |
| 1975      | Film o sztuce biurowej |
| 1975      | Bajeczka międzyplanetarna |
| 1976      | Film grozy |
| 1977      | Katastrofa |
| 1978      | Słońce – film bez kamery |
| 1978      | Ludzie więdną jak liście |
| 1978      | Dziadowski blues non-camera, czyli nogami do przodu                                                                                 |
| 1978      | Co widzimy po zamknięciu oczu i zatkaniu sobie uszu                                                                                 |
| 1979      | Ostry film zaangażowany |
| 1980      | Pan Tadeusz. Księga I. Gospodarstwo                                                                                                 |
| 1980      | Dokument animowany non-camera, czyli reżyser Krzysztof Gradowski o sobie                                                            |
| 1981–1986 | Polska Kronika Non-camerowa, nr 1–12                                                                                                |
| 1983      | Dodatkowe wole trawienne magistra Kiziołła                                                                                          |
| 1984      | Oberhausen, Duisburg, Düsseldorf, Dortmund, Hanower, Hamburg, czyli non-camerowy reportaż z podróży po Republice Federalnej Niemiec |
| 1985      | Czyżby wolny rynek w organizmie biologicznym?                                                                                       |
| 1986      | Światło w tunelu |

## Nagrody i wyróżnienia
Był wielokrotnie nagradzany na polskich i międzynarodowych festiwalach filmowych.
| Rok  | Film                                                | Festiwal                                                                             | Wyróżnienie                                                                          |
| ---- | --------------------------------------------------- | ------------------------------------------------------------------------------------ | ------------------------------------------------------------------------------------ |
| 1971 | Jak nauka wyszła z lasu                             | Międzynarodowy Festiwal Filmów Młodego Widza "Ale Kino!"                             | Złote Koziołki                                                                       |
| 1972 | Jak działa jamniczek                                | Ogólnopolski Festiwal Filmowy „Człowiek i jego środowisko”                           | Srebrny Feniks                                                                       |
| 1972 | Jak działa jamniczek                                | Krakowski Festiwal Filmowy                                                           | Brązowy Lajkonik                                                                     |
| 1972 | Jak działa jamniczek                                | Międzynarodowy Festiwal Filmowy w Mannheim                                           | Wyróżnienie Międzynarodowego Ekumenicznego Centrum Filmowego                         |
| 1972 | Jak działa jamniczek                                | Międzynarodowy Festiwal Filmowy w Mannheim                                           | Międzynarodowa Nagroda Ewangelicka                                                   |
| 1978 | W szponach sexu                                     | Międzynarodowy Festiwal Filmowy w Tours                                              | Nagroda Jury                                                                         |
| 1980 | Ostry film zaangażowany                             | Krakowski Festiwal Filmowy                                                           | Grand Prix Złoty Lajkonik                                                            |
| 1980 | Ostry film zaangażowany                             | Krakowski Festiwal Filmowy                                                           | Brązowy Smok                                                                         |
| 1980 | Dziadowski blues non-camera, czyli nogami do przodu | Przegląd Filmów o Sztuce w Zakopanem                                                 | Srebrny Pegaz                                                                        |
| 1981 | Pan Tadeusz. Księga I. Gospodarstwo                 | Ministerstwo Kultury i Sztuki                                                        | Nagroda Ministra Kultury i Sztuki                                                    |
| 1982 | Polska Kronika Non-camerowa (nr 1)                  | Krakowski Festiwal Filmowy                                                           | Brązowy Lajkonik                                                                     |
| 1984 | Polska Kronika Non-camerowa (nr 6)                  | Międzynarodowy Festiwal Filmów Krótkometrażowych w Oberhausen                        | Nagroda Główna                                                                       |
| 1984 | Polska Kronika Non-camerowa (nr 6)                  | Międzynarodowy Festiwal Filmów Krótkometrażowych w Oberhausen                        | Nagroda FIPRESCI                                                                     |
| 1986 | Światło w tunelu                                    | Nagroda Szefa Kinematografii w dziedzinie filmu animowanego za zdjęcia               | Nagroda Szefa Kinematografii w dziedzinie filmu animowanego za zdjęcia               |
| 1986 | Światło w tunelu                                    | Międzynarodowy Festiwal Filmów Krótkometrażowych w Oberhausen                        | Nagroda Klubów Filmowych FICC                                                        |
| 1986 | Polska Kronika Non-camerowa (nr 12)                 | Nagroda Szefa Kinematografii w dziedzinie filmu animowanego za zdjęcia (pośmiertnie) | Nagroda Szefa Kinematografii w dziedzinie filmu animowanego za zdjęcia (pośmiertnie) |